# Rugapedia androgyna
Rugapedia androgyna is een slakkensoort uit de familie van de Assimineidae. De wetenschappelijke naam van de soort is voor het eerst geldig gepubliceerd in 2004 door Fukuda & Ponder.